# Einatbach
Der Einatbach ist ein linker Zubringer zum Villgratenbach bei Innervillgraten im Bezirk Lienz in Tirol.
Der Einatbach entspringt südwestlich unterhalb der Hochgrabe und fließt von dort in Richtung Westen. Nennenswerte Zuflüsse sind der linksseitig einmündende Füratbach, der rechtsseitig einmündende Sieben-Seen-Bach, der mehrere Karseen westlich der Hochgrabe entwässert und der Remasseen-Bach, der, ebenso von rechts kommend, die Remasseen entwässert, die östlich unterhalb des Roten Ginggeles liegen. Sodann schwenkt der Einatbach nach Süden und fließt auf Innervillgraten zu, das er durchquert und wo er knapp außerhalb von links in den Villgratenbach einfließt. Sein Einzugsgebiet umfasst 12,7 km² in weitgehend gebirgiger Landschaft.